# Američki filmski institut
Američki filmski institut (eng. American Film Institute), skraćeno AFI, je nezavisna neprofitna organizacija u Sjedinjenim Američkim Državama koju je osnovala Nacionalna zadužbina za umetnost (National Endowment for the Arts), koju je pak sa svoje strane utemeljio predsednik Lindon B. Džonson (Lyndon B. Johnson) kada je 1967. godine potpisao Zakon o nacionalnoj fondaciji za humanističke nauke i umetnost.

## Spoljašnje veze
- Званични веб-сајт
- AFI Website
- AFI Los Angeles Film Festival - History and Information